# Maratona di Amsterdam
La maratona di Amsterdam (in inglese Amsterdam Marathon) è una corsa podistica che si tiene ogni anno ad Amsterdam.
Fondata nel 1975, è considerata una delle dieci maratone più importanti al mondo.

## Albo d'oro

### Maschile

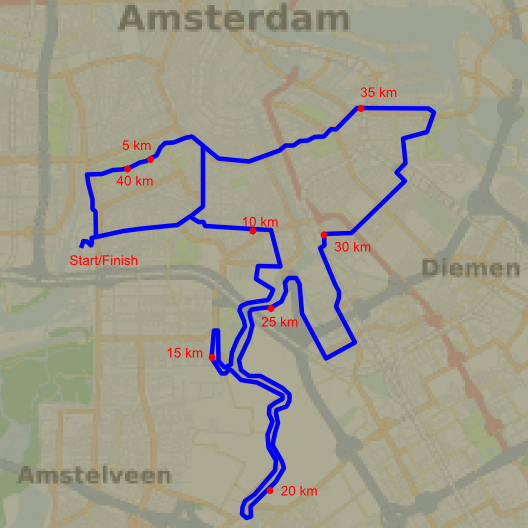
Il percorso dell'edizione 2007 della maratona di Amsterdam.

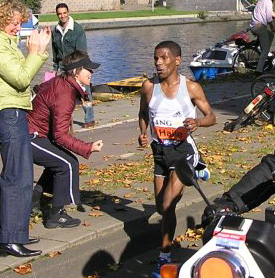
Haile Gebrselassie durante l'edizione del 2005.

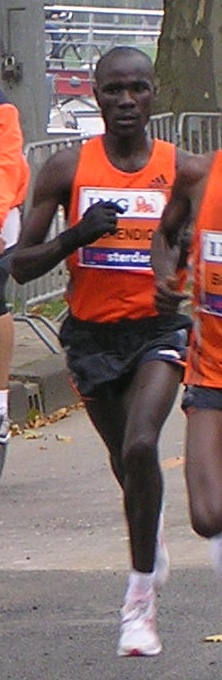
Solomon Busendich nel 2006.

| Edizione | Atleta                  | Nazione                             | Tempo         | Data          | Note                            |
| -------- | ----------------------- | ----------------------------------- | ------------- | ------------- | ------------------------------- |
| 1975     | Jørgen Jensen           | Danimarca                           | 2h16'51"      | 3 maggio      |                                 |
| 1976     | Karel Lismont           | Belgio                              | 2h18'48"      | 8 maggio      |                                 |
| 1977     | Bill Rodgers            | Stati Uniti                         | 2h12'47"      | 21 maggio     | Record della corsa              |
| 1978     | Non disputata           | Non disputata                       | Non disputata | Non disputata | Non disputata                   |
| 1979     | Ferenc Szekeres         | Ungheria                            | 2h14'46"      | 19 maggio     |                                 |
| 1980     | Gerard Nijboer          | Paesi Bassi                         | 2h09'01"      | 26 aprile     | Record della corsa              |
| 1981     | Ferenc Szekeres         | Ungheria                            | 2h18'11"      | 9 maggio      | 2ª vittoria                     |
| 1982     | Cor Vriend              | Paesi Bassi                         | 2h12'15"      | 8 maggio      |                                 |
| 1983     | Cor Vriend              | Paesi Bassi                         | 2h13'41"      | 7 maggio      | 2ª vittoria                     |
| 1984     | Gerard Nijboer          | Paesi Bassi                         | 2h14'28"      | 12 maggio     | 2ª vittoria                     |
| 1985     | Jose Reveyn             | Belgio                              | 2h19'24"      | 12 maggio     |                                 |
| 1986     | William Vanhuylenbroek  | Belgio                              | 2h14'46"      | 11 maggio     |                                 |
| 1987     | John Burra              | Tanzania                            | 2h12'40"      | 10 maggio     |                                 |
| 1988     | Gerard Nijboer          | Paesi Bassi                         | 2h12'38"      | 7 maggio      | 3ª vittoria                     |
| 1989     | Gerard Nijboer          | Paesi Bassi                         | 2h13'52"      | 7 maggio      | 4ª vittoria                     |
| 1990     | Zerehune Gitaw          | Governo di transizione dell'Etiopia | 2h11'52"      | 13 maggio     |                                 |
| 1991     | Tesfaye Tafa            | Governo di transizione dell'Etiopia | 2h13'26"      | 15 settembre  |                                 |
| 1992     | Inocencio Miranda       | Messico                             | 2h14'58"      | 17 settembre  |                                 |
| 1993     | Kenichi Suzuki          | Giappone                            | 2h11'56"      | 26 settembre  |                                 |
| 1994     | Tesfaye Eticha          | Governo di transizione dell'Etiopia | 2h15'56"      | 25 settembre  |                                 |
| 1995     | Hisayuki Okawa          | Giappone                            | 2h14'00"      | 24 settembre  |                                 |
| 1996     | Joseph Chebet           | Kenya                               | 2h10'57"      | 3 novembre    |                                 |
| 1997     | Sammy Korir             | Kenya                               | 2h08'24"      | 2 novembre    | Record della corsa              |
| 1998     | Sammy Korir             | Kenya                               | 2h08'13"      | 1º novembre   | Record della corsa, 2ª vittoria |
| 1999     | Fred Kiprop             | Kenya                               | 2h06'47"      | 17 ottobre    | Record della corsa              |
| 2000     | Francisco Javier Cortes | Spagna                              | 2h08'57"      | 15 ottobre    |                                 |
| 2001     | Driss El Himer          | Francia                             | 2h07'02"      | 21 ottobre    |                                 |
| 2002     | Benjamin Kimutai        | Kenya                               | 2h07'26"      | 20 ottobre    |                                 |
| 2003     | William Kipsang         | Kenya                               | 2h06'39"      | 19 ottobre    | Record della corsa              |
| 2004     | Robert Cheboror         | Kenya                               | 2h06'23"      | 17 ottobre    | Record della corsa              |
| 2005     | Haile Gebrselassie      | Etiopia                             | 2h06'20"      | 16 ottobre    | Record della corsa              |
| 2006     | Solomon Busendich       | Kenya                               | 2h08'52"      | 15 ottobre    |                                 |
| 2007     | Emmanuel Mutai          | Kenya                               | 2h06'29"      | 21 ottobre    |                                 |
| 2008     | Paul Kirui              | Kenya                               | 2h07'52"      | 19 ottobre    |                                 |
| 2009     | Gilbert Yegon           | Kenya                               | 2h06'18"      | 18 ottobre    | Record della corsa              |
| 2010     | Getu Feleke             | Etiopia                             | 2h05'44"      | 17 ottobre    | Record della corsa              |
| 2011     | Wilson Chebet           | Kenya                               | 2h05'53"      | 16 ottobre    |                                 |
| 2012     | Wilson Chebet           | Kenya                               | 2h05'41"      | 21 ottobre    | Record della corsa, 2ª vittoria |
| 2013     | Wilson Chebet           | Kenya                               | 2h05'36"      | 20 ottobre    | Record della corsa, 3ª vittoria |
| 2014     | Bernard Kipyego         | Kenya                               | 2h06'22       | 19 ottobre    |                                 |
| 2015     | Bernard Kipyego         | Kenya                               | 2h06'19       | 18 ottobre    | 2ª vittoria                     |
| 2015     | Daniel Wanjiru          | Kenya                               | 2h05'21"      | 16 ottobre    | Record della corsa              |

### Femminile

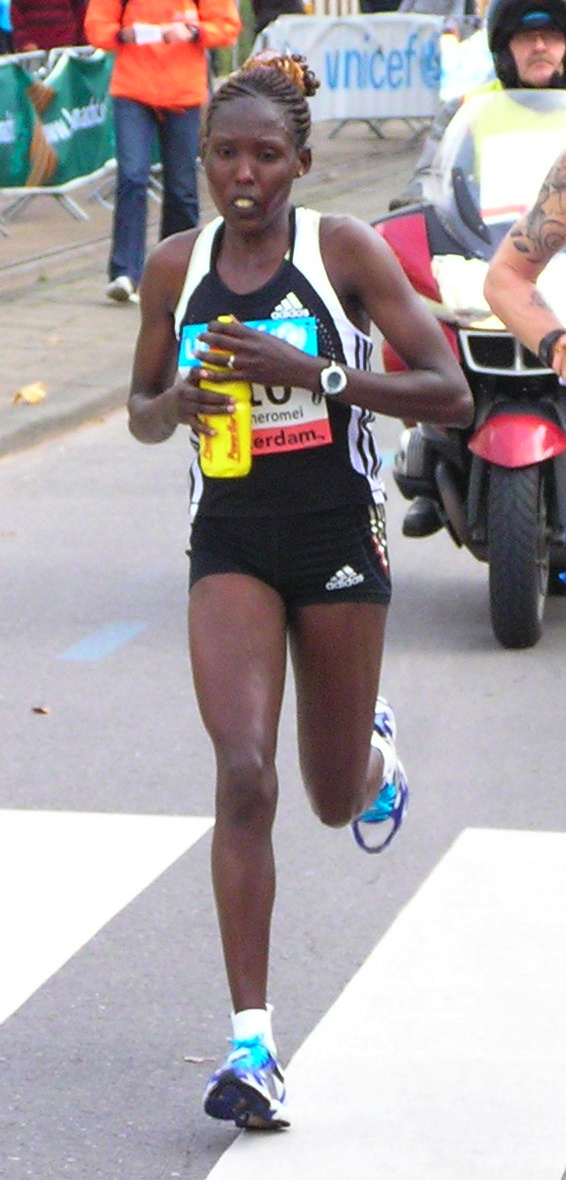
Lydia Cheromei nel 2008.

| Edizione | Atleta               | Nazione       | Tempo         | Data          | Note               |
| -------- | -------------------- | ------------- | ------------- | ------------- | ------------------ |
| 1975     | Plonie Scheringa     | Paesi Bassi   | 3h13'38"      | 3 maggio      |                    |
| 1976     | Corrie Konings       | Paesi Bassi   | 3h24'31"      | 8 maggio      |                    |
| 1977     | Plonie Scheringa     | Paesi Bassi   | 3h28'24"      | 21 maggio     | 2ª vittoria        |
| 1978     | Non disputata        | Non disputata | Non disputata | Non disputata | Non disputata      |
| 1979     | Marianne Nieuwenhuis | Paesi Bassi   | 3h22'45"      | 19 maggio     |                    |
| 1980     | Marja Wokke          | Paesi Bassi   | 2h40'15"      | 26 aprile     | Record della corsa |
| 1981     | Marja Wokke          | Paesi Bassi   | 2h43'38"      | 9 maggio      | 2ª vittoria        |
| 1982     | Annie van Stiphout   | Paesi Bassi   | 2h37'28"      | 8 maggio      | Record della corsa |
| 1983     | Antonia Ladanyi      | Ungheria      | 2h43'47"      | 7 maggio      |                    |
| 1984     | Eefje van Wissen     | Paesi Bassi   | 2h43'15"      | 12 maggio     |                    |
| 1985     | Carolien Lucas       | Paesi Bassi   | 2h47'11"      | 12 maggio     |                    |
| 1986     | Teresa Kidd          | Irlanda       | 2h46'18"      | 11 maggio     |                    |
| 1987     | Adriana Barbu        | Romania       | 2h36'21"      | 10 maggio     | Record della corsa |
| 1988     | Elena Murgoci        | Romania       | 2h41'56"      | 7 maggio      |                    |
| 1989     | Gabriela Gorzyńska   | Polonia       | 2h47'16"      | 7 maggio      |                    |
| 1990     | Renata Kokowska      | Polonia       | 2h35'31"      | 13 maggio     | Record della corsa |
| 1991     | Mieke Pullen         | Paesi Bassi   | 2h41'14"      | 15 settembre  |                    |
| 1992     | Paulina Grigorenko   | Russia        | 2h50'41"      | 17 settembre  |                    |
| 1993     | Yoshiko Yamamoto     | Giappone      | 2h29'12"      | 26 settembre  | Record della corsa |
| 1994     | Barbara Kamp         | Paesi Bassi   | 2h51'57"      | 25 settembre  |                    |
| 1995     | Agnes Hijman         | Paesi Bassi   | 2h48'57"      | 24 settembre  |                    |
| 1996     | Nadezhda Ilyina      | Russia        | 2h34'35"      | 3 novembre    |                    |
| 1997     | Elfenesh Alemu       | Etiopia       | 2h37'37"      | 2 novembre    |                    |
| 1998     | Catherina McKiernan  | Irlanda       | 2h22'23"      | 1º novembre   | Record della corsa |
| 1999     | Lornah Kiplagat      | Kenya         | 2h25'29"      | 17 ottobre    |                    |
| 2000     | Abeba Tola           | Etiopia       | 2h29'54"      | 15 ottobre    |                    |
| 2001     | Shitaye Gemechu      | Etiopia       | 2h28'40"      | 21 ottobre    |                    |
| 2002     | Gete Wami            | Etiopia       | 2h22'19"      | 20 ottobre    | Record della corsa |
| 2003     | Helena Sampaio       | Portogallo    | 2h28'06"      | 19 ottobre    |                    |
| 2004     | Helena Javornik      | Slovenia      | 2h27'33"      | 17 ottobre    |                    |
| 2005     | Kutre Dulecha        | Etiopia       | 2h30'06"      | 16 ottobre    |                    |
| 2006     | Rose Cheruiyot       | Kenya         | 2h28'26"      | 15 ottobre    |                    |
| 2007     | Magdaline Chemjor    | Kenya         | 2h28'16"      | 21 ottobre    |                    |
| 2008     | Lydia Cheromei       | Kenya         | 2h25'57"      | 19 ottobre    |                    |
| 2009     | Eyerusalem Kuma      | Etiopia       | 2h27'43"      | 18 ottobre    |                    |
| 2010     | Alice Timbilil       | Kenya         | 2h25'03"      | 17 ottobre    |                    |
| 2011     | Tiki Gelana          | Etiopia       | 2h22'08"      | 16 ottobre    | Record della corsa |
| 2012     | Meseret Hailu        | Etiopia       | 2h21'09"      | 21 ottobre    | Record della corsa |
| 2013     | Valentine Kipketer   | Kenya         | 2h23'02"      | 20 ottobre    |                    |